# Belleville-en-Caux

Belleville-en-Caux este o comună în departamentul Seine-Maritime, Franța. În 1 ianuarie 2022 avea o populație de 746 de locuitori.